# Pillage (film)

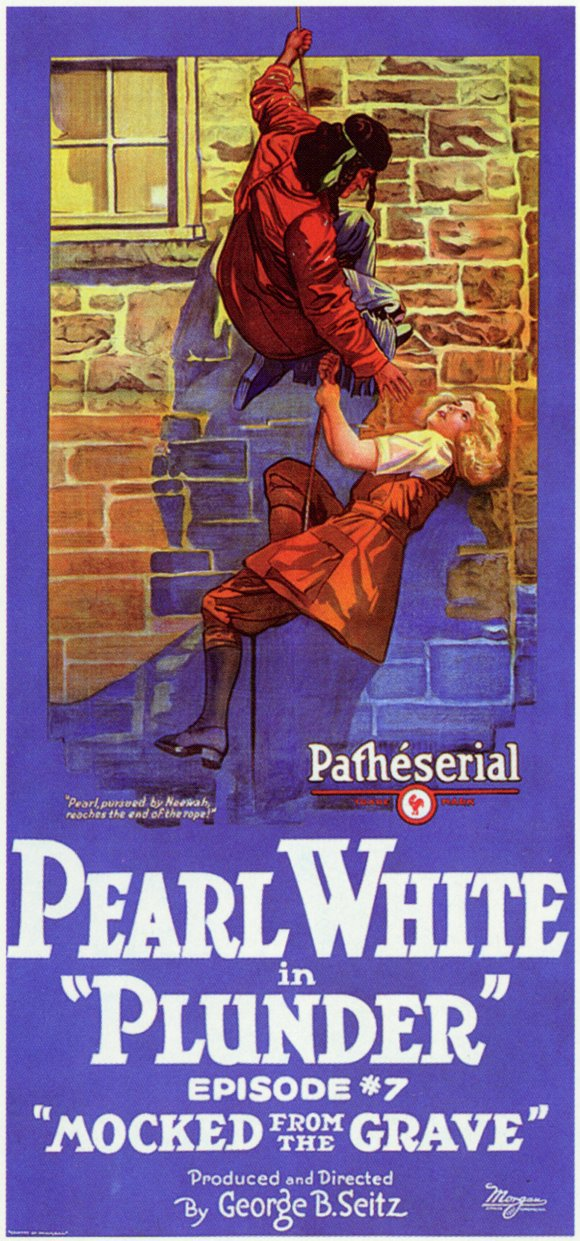
Affiche de l'épisode 7.

 Pillage (Plunder) est un serial américain en 15 épisodes réalisé par George B. Seitz, sorti en 1923.
Une copie en est conservée à la Bibliothèque du Congrès.

## Synopsis
Inconnu.

## Fiche technique
- Titre original : Plunder
- Réalisation : George B. Seitz
- Scénario : Bertram Millhauser
- Distributeur : Pathé Exchange
- Date de sortie : 28 janvier 1923

## Titres des épisodes
1. The Bandaged Man
2. Held By the Enemy
3. The Hidden Thing
4. Ruin
5. To Beat a Knave
6. Heights of Hazard
7. Mocked from the Grave
8. The Human Target
9. Game Clear Through
10. Against Time
11. Spunk
12. Under the Floor
13. Swamp of Lost Souls
14. The Madman
15. A King's Ransom

## Distribution
- Pearl White : Pearl Travers
- Warren William : Mr. Jones
- Harry Semels : Jud Deering
- Tom McIntyre
- William Nally
- Wally Oettel
- Edward J. Pool
- Charles 'Patch' Revada